# Fancy (canción de Iggy Azalea)
«Fancy» es una canción interpretada por la rapera australiana Iggy Azalea, con la colaboración de la Cantante británica Charli XCX. La canción, producida por George Astasio, Jason Pebworth y Jon Shave, del equipo productor The Invisible Men, y por el dúo The Arcade, fue lanzada por primera vez a través de Island Records el 4 de abril de 2014, como el cuarto sencillo de su álbum debut, The New Classic (2014), y se puso a disponible de todo el mundo el 6 de abril de 2014 a través de Virgin EMI y Universal. En 2017, Billboard declaró a «Fancy» como el mayor hit por una rapera en la historia, seguida por Nicki Minaj con Super Bass y luego Missy Elliott con Work It.
La canción logró alcanzar el n.º 1 en el Billboard Hot 100 siendo el primer número 1 de ambas cantantes en dicho chart. Mientras que, a nivel mundial, logró vender 9 100 000 de copias durante el 2014. En agosto del 2015, Fancy había superado las diez millones de unidades vendidas mundialmente. Durante su promoción, esta recibió elogios por parte de la prensa, describiéndola como una canción excéntrica y pegajosa, pues Azalea y XCX supieron complementarse, con los coros pop de la británica y los versos de Azalea la canción logró el éxito merecido, Billboard nombró a Fancy como Canción del verano y MTV catalogó el video como el quinto mejor de la década.

## Antecedentes y lanzamiento
El 5 de diciembre de 2013, una canción sin terminar por Azalea, que apareció con el título de «Leave It» se filtró en Internet. Azalea más tarde se reveló que la canción fue producida por The Invisible Men y The Arcade, quien colaboró con el todo su álbum. El 5 de febrero de 2014, Azalea anunció que lanzará un nuevo sencillo titulado «Fancy», que ofrece la cantante y compositora británica Charli XCX, más tarde esa semana. La canción se estrenó en BBC Radio 1 Xtra a las 7PM GMT, el 6 de febrero de 2014. Tras el estreno de la canción, se reveló «Fancy» fue la canción que se había filtrado titulado «Leave It». El 17 de febrero de 2014, la canción fue atendida a la radio urbana contemporánea en el Reino Unido como el cuarto sencillo del álbum.

## Video musical
El video musical de la canción fue grabado en febrero de 2014 en Los Ángeles y se estrenó el 4 de marzo de 2014, en VEVO. Dirigido por Director X, las imágenes se inspiran en la película cómica norteamericana Clueless, con Azalea escuchando Beverly Hills la socialista Cher Horowitz y XCX como bestia colegiala Tai Frasier, en una nueva versión del clásico de culto de 1995 originalmente protagonizada por Alicia Silverstone, Stacey Dash y Brittany Murphy. El 4 de marzo de 2014, un primer vistazo con detrás de las imágenes de las escenas de «Fancy» fue subido en el canal de YouTube de Azalea, poco antes del estreno de video musical. En julio de 2014, el clip recibió cuatro nominaciones a los premios MTV Video Music Awards, uno de ellos en la categoría Video del año. A princípios de agosto del 2015 el videoclip llegó a tener 600 millones de visualizaciones en la plataforma VEVO y siendo considerado el video más visto de una rapera, aunque muchos descartan esta idea, ya que a princípios de enero VEVO removió al videoclip de Fancy de la Categoría de Hip-Hop/Rap a la categoría de Pop porque surgieron muchas opiniones acerca de que la canción no es ni el 50% Rap y se concentra más en el género pop, por lo que hubo mucha especulación de "fraude" pues a pesar de que este es una versión de Clueless el videoclip tiene un toque urbano.

## Uso en la cultura popular
El 5 de abril de 2014, Anna Kendrick cantó la canción en la temporada 39 de Saturday Night Live. El 28 de abril de 2014, en un programa de entrevistas de la medianoche del presentador Jimmy Fallon sincronizada la canción en un «Lip Synch Battle» contra la actriz Emma Stone. El 15 de mayo de 2014, «Fancy» fue la canción que aparece en el sketch de Jimmy Kimmel Live «New Lyrics for Old People», con el creador del programa-anfitrión Jimmy Kimmel e Iggy Azalea.
«Fancy» estaba versionada por Egypt Dixon en Rising Star en la segunda semana de la serie. Iggy Azalea y Charli XCX también aparecieron en el comercial de Milk Music App de Samsung para realizar el sencillo. El 7 de julio de 2014, Jimmy Fallon hizo su impresión de Neil Young, mientras versionando la canción de nuevo en The Tonight Show como una versión de 1970 de estilo terroso, respaldado por el verdadero Crosby, Stills, Nash & Young. La banda de rock estadounidense The Killers versionó «Fancy» en su show como cabeza de cartel en Montreal el 10 de julio de 2014, como una introducción a una de sus canciones originales. "Weird Al" Yankovic parodió titulado como «Handy» para su álbum de 2014 Mandatory Fun El video musical de la parodia fue lanzado el 17 de julio de 2014 al canal de «Sketchy» de Yahoo! Screen. El mismo día, el actor británico Gary Oldman versionaron en Capital FM. El 7 de agosto de 2014, la banda británica Rizzle Kicks hizo un mashup de la canción con «Sing» de Ed Sheeran en Live Lounge de BBC Radio 1. El 28 de agosto de 2014, Lil' Kim lanzó un remix de la canción. La banda de rock británico Kasabian también versionó «Fancy» en Live Lounge de BBC Radio 1 el 1 de septiembre de 2014. El 2 de septiembre de 2014, Jimmy Fallon hizo una impresión de la canción mientras se canta «Old McDonald Had a Farm» como parte del segmento «Musical Impressions Generator» de The Tonight Show. Reagan James canto la canción «Fancy» de la séptima temporada de The Voice El 24 de enero de 2015. El 24 de enero de 2015, Ed Sheeran canto la canción durante un show para VH1 en Whelan's en Dublín, y el 1 de febrero de 2015, Nick Jonas también versionó durante un segmento en vivo en Capital FM en Londres. En agosto de 2015, la marca de ginebra Tanqueray utiliza una versión jazz de 1920 de la canción para su campaña «Tonight We Tanqueray». Y fue sampleado de la canción de 2015 de Jidenna «Classic Man».
«Fancy» ha aparecido en series de televisión como Revenge y The Mindy Project en 2014, y en la película de comedia del 2015 Get Hard. Una versión de Tristan Prettyman apareció en la temporada 12 del estreno de Grey's Anatomy. La canción también aparece en los videojuegos Dance Central Spotlight (como DLC) y Just Dance 2016.

## Lista de canciones
- Descarga digital[39]

1. "Fancy (featuring Charli XCX)" – 3:19

- Remixes EP[40]

1. "Fancy" (featuring Charli XCX) [Riddim Commission Remix] – 4:43
2. "Fancy" (featuring Charli XCX) [Massappeals Remix] – 3:42
3. "Fancy" (featuring Charli XCX) [Dabin & Apashe Remix] – 3:55
4. "Fancy" (featuring Charli XCX) [Instrumental] – 3:24

- Remix Single[41]

1. "Fancy" (featuring Charli XCX) [Yellow Claw Remix] – 3:36

## Posicionamiento en listas

### Listas semanales
| Lista (2014)                                | Mejor posición |
| ------------------------------------------- | -------------- |
| Australia (ARIA)                            | 5              |
| Australia Urban (ARIA)                      | 1              |
| Austria (Ö3 Austria Top 40)                 | 46             |
| Bélgica (Flandes) (Ultratip Bubbling Under) | 9              |
| Bélgica (Valonia) (Ultratop 50)             | 25             |
| Brasil (Billboard Brasil Hot 100)           | 81             |
| Canadá (Canadian Hot 100)                   | 1              |
| Croacia (Croatian Airplay Radio Chart)      | 25             |
| República Checa (Rádio Top 100)             | 61             |
| Dinamarca (Tracklisten)                     | 36             |
| Finlandia (OFC)                             | 18             |
| Francia (SNEP)                              | 21             |
| Alemania (Media Control AG)                 | 51             |
| Alemania (Deutsche Black Charts)            | 10             |
| Irlanda (IRMA)                              | 12             |
| Israel (Media Forest)                       | 14             |
| Japón (Japan Hot 100)                       | 94             |
| Países Bajos (Mega Single Top 100)          | 29             |
| Nueva Zelanda (Recorded Music NZ)           | 1              |
| Escocia (Scottish Singles Sales Chart)      | 5              |
| Eslovaquia (Rádio Top 100)                  | 48             |
| Suecia (Sverigetopplistan)                  | 23             |
| Suiza (Schweizer Hitparade)                 | 47             |
| Reino Unido (UK Singles Chart)              | 5              |
| Reino Unido (UK R&B Chart)                  | 2              |
| Estados Unidos (Billboard Hot 100)          | 1              |
| Estados Unidos (Hot R&B/Hip-Hop Songs)      | 1              |
| Estados Unidos (Adult Top 40)               | 21             |
| Estados Unidos (Hot Dance Club Songs)       | 1              |
| Estados Unidos (Mainstream Top 40)          | 1              |
| Estados Unidos (Hot Rap Songs)              | 1              |

### Anuales
| País           | Lista             | Posición |
| -------------- | ----------------- | -------- |
| Nueva Zelanda  | NZ Top 40 Singles | 14       |
| Canadá         | Canadian Hot 100  | 11       |
| Estados Unidos | Billboard Hot 100 | 4        |
| Estados Unidos | Digital Songs     | 5        |
| Estados Unidos | Radio Songs       | 13       |
| Estados Unidos | Pop Songs         | 18       |
| Estados Unidos | R&B/Hip-Hop Songs | 5        |
| Estados Unidos | Rap Songs         | 1        |

## Certificaciones
| País           | Organismo certificador | Certificación | Simbolización | Ventas certificadas | Ref.   |
| -------------- | ---------------------- | ------------- | ------------- | ------------------- | ------ |
| Estados Unidos | RIAA                   | 9× Platino    | 7▲            | 10,000,000          | [ 81 ] |
| Nueva Zelanda  | RIANZ                  | Platino       | ▲             | 15 000              | [ 82 ] |
| Reino Unido    | BPI                    | Platino       |               | 600 000             | [ 83 ] |
| Suecia         | GLF                    | 2× Platino    | 2▲            | 80 000              | [ 84 ] |
| Streaming      |                        |               |               |                     |        |
| Dinamarca      | IFPI — Dinamarca)      | Platino       | ▲             | 2 600 000           | [ 85 ] |

## Historial de lanzamientos
| País           | Fecha                 | Formato                     | Discográfica       |
| -------------- | --------------------- | --------------------------- | ------------------ |
| Reino Unido    | 17 de febrero de 2014 | Radio urbano contemporáneo  | Virgin EMI Records |
| Estados Unidos | 3 de marzo de 2014    | Descarga digital            | Island Records     |
| Estados Unidos | 11 de marzo de 2014   | Radio rítmico contemporáneo | Island Records     |
| Australia      | 7 de marzo de 2014    | Descarga digital            | Universal Music    |